# Magni
Magni eller Magne var i den nordiske mytologi søn af Thor og jættekvinden Jarnsaxa. Magni betyder styrke og varianten Magne er blevet brugt som drengenavn.
Tre dage gammel reddede han sin far fra at blive kvalt under jætten Hrungners støvle, og modtog
som belønning hesten Guldfaxe.
I kvadet om Vafthrudner fortælles at Magni vil overleve Ragnarok.
Efter Ragnarok overtager han sammen med sin halvbror Modi faderens hammer Mjølner. Han bliver således en del af den nye gudeslægt.